# Cuxhaven-Brunsbüttel-Dampfer AG
Die Cuxhaven-Brunsbüttel-Dampfer AG war eine 1907 gegründete Reederei mit Sitz in Cuxhaven, die von 1908 bis 1921 (mit Unterbrechung während des Ersten Weltkriegs) eine Fährverbindung zwischen Cuxhaven und Brunsbüttel über die Unterelbe betrieb und 1934 aufgelöst wurde.

## Geschichte

### Vorgeschichte
Schon vor Eröffnung des Kaiser-Wilhelm-Kanals 1895 gab es Überlegungen, eine feste Verbindung zur Rückführung der Lotsen von Brunsbüttel nach Cuxhaven einzurichten. Bis zur Errichtung der ersten Fährlinie 1904 konnten Lotsen und Passagiere nur mit den unregelmäßig verkehrenden Lotsenbooten übersetzen. Die 1904 mit dem Schleppdampfer Seebär eingerichtete Verbindung der Norddeutschen Dampfschiffahrts-Gesellschaft musste bereits nach wenigen Monaten den Betrieb wieder einstellen und Konkurs anmelden.

### Aufbau bis zum Ersten Weltkrieg
Aus Eigeninteresse an einer regelmäßigen und zuverlässigen Verbindung von und nach Schleswig-Holstein gründeten am 1. Oktober 1907 Cuxhavener Lotsen zusammen mit Geschäftsleuten die Reederei Cuxhaven-Brunsbüttel-Dampfer AG. Rund ein halbes Jahr später, am 3. April 1908, nahm die Gesellschaft den Betrieb auf.
Zum Einsatz kam zunächst die frühere Yacht Lensahn (II) des Großherzogs von Oldenburg, die den Namen Seeschwalbe erhielt. Noch 1908 wurde sie durch einen Neubau ergänzt: Am 5. August 1908 kam der bei der Schiffswerft und Maschinenfabrik  auf Hamburg-Steinwärder bestellte Neubau Seelotse dazu, der 120 Passagiere befördern konnte. Neben der Fährverbindung führte die Reederei auch Ausflugsfahrten durch. Um diesen Geschäftszweig auszubauen, erhielt sie im April 1914 das bei der Papenburger Meyer Werft bestellte und doppelt so große Fahrgastschiff Seestern. Der Dampfer war für 450 Passagiere ausgelegt. Wirtschaftlich bezuschusste die Stadt Hamburg die Reederei für die Beförderung der Cuxhavener Lotsen von Brunsbüttel nach Cuxhaven, da die Stadt bis 1937 zu Hamburg gehörte. Auch die Einnahmen aus den Passagierzahlen entwickelten sich positiv und die Reederei konnte den Aktionären Dividenden ausschütten.
Im Ersten Weltkrieg wurden die Seelotse und die Seestern von der Kaiserlichen Marine eingezogen, die sie als Wachschiffe bei der Sperrfahrzeug-Division der Elbe einsetzte.

### Entwicklung nach dem Ersten Weltkrieg
Nach dem Krieg versuchte die Reederei an die erfolgreichen Zeiten von 1914 anzuknüpfen, doch durch schwierige Kohlenversorgung und die sich abzeichnende Inflation gelang dies nicht. Die Seelotse fand im Fährverkehr Verwendung, die Seestern wurde in der Ostsee eingesetzt. Doch die Schiffe fuhren nur Verluste ein. Die Reederei musste den Fährbetrieb 1921 einstellen und die beiden Schiffe verkaufen.
Parallel zum wieder aufgenommenen Fährbetrieb erwarb die Reederei 1919 zwei weitere Schiffe, um durch Fracht- und Schleppschifffahrt die Verluste zu kompensieren: Von der Marine kaufte sie am 15. Juli 1919 das 1878 erbaute Kanonenboot Hyäne, das sie zu einem Dreimastschoner umbauen ließ und unter dem Namen Seewolf in Dienst stellte. Dazu erwarb sie ebenfalls von der Marine am 13. August 1919 den 1876 erbauten, ehemaligen Torpedodampfer Ulan, die ihren Namen behielt. Über den nun folgenden Einsatz von den Schiffen ist nur wenig bekannt. Die Hyäne sank am 2. Mai 1924 nach einem Ladungsbrand in Dieppe und musste nach der Bergung abgewrackt werden. Die Ulan setzte die Reederei ebenfalls in der Ostsee ein und verkaufte sie 1925 an die Firma M. Faber & Co. in Hamburg. Ein Jahr später wurde das Schiff bei der Firma W. Ritscher & Co. in Hamburg-Moorburg abgewrackt.
Die formale Auflösung der Reederei erfolgte erst 1934.

### Schiffe der Reederei
| Name                         | Tonnage | Baujahr | im Dienst der Reederei | Anmerkungen, Verbleib |
| ---------------------------- | ------- | ------- | ---------------------- | --- |
| Seeschwalbe, ex Lensahn (II) | 99 BRT  | 1890    | 1908–?                 | frühere Yacht des Großherzogs von Oldenburg, Verbleib unklar. |
| Seelotse                     | 150 BRT | 1908    | 1908–1914, 1919–1921   | Neubau der Schiffswerft und Maschinenfabrik (vorm. Janssen & Schmilinsky); 1922–1951 als Bürgermeister Lafrenz auf Fehmarn Linie, 1951–1966 als Flamingo bei Flensburg-Ekensunder Dampfschifffahrts-Gesellschaft (Förde Reederei); 1967 in Lübeck abgewrackt. |
| Seestern                     | 343 BRT | 1914    | 1914–1914, 1918–1921   | Bei der Meyer Werft bestellter Neubau; 1919 umbenannt in Seeschlepper, 1923 an Stinnes verkauft; Verbleib unklar. |
| Seewolf, ex Hyäne            | 295 BRT | 1878    | 1920–1924              | am 2. Mai 1924 nach Ladungsbrand in Dieppe gesunken und nach der Bergung abgewrackt. |
| Ulan                         | 222 BRT | 1876    | 1919–1925              | 1925 an Firma M. Faber & Co. (Hamburg), verkauft, 1926 bei W. Ritscher & Co., (Hamburg-Moorburg), abgewrackt. |